# Karim Sandschabi

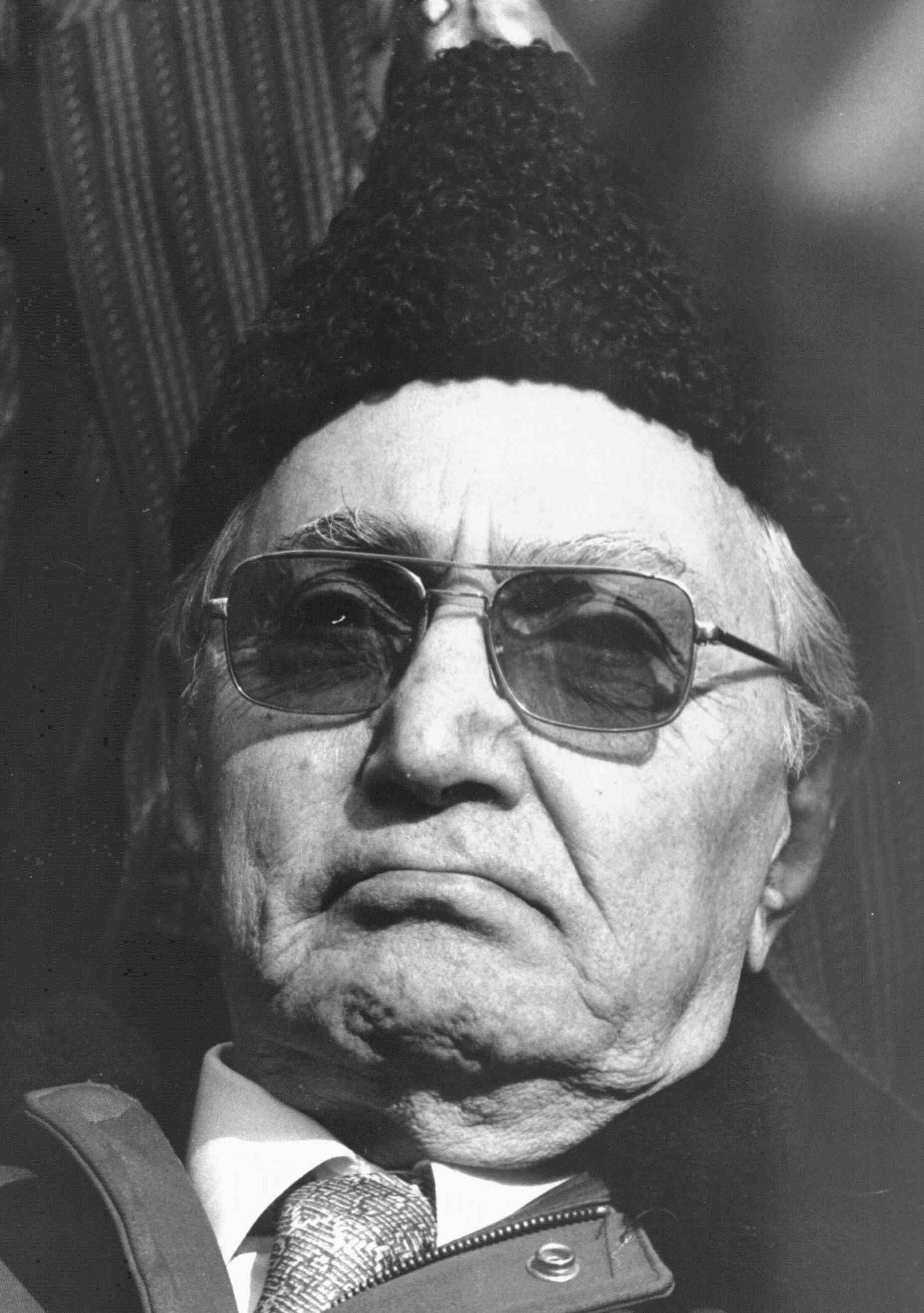
Karim Sandschabi

Karim Sandschabi (persisch کریم سنجابی; * September 1904 in Kermānschāh, Kaiserreich Persien; † 4. Juli 1995 in Carbondale, Illinois) war ein iranischer Politiker und Mitglied der Nationalen Front.
Der kurdischstämmige Sandschabi wurde 1904 in Kermānschāh geboren und studierte Jura und Politikwissenschaften an der Universität Paris (Sorbonne). Danach wurde er Professor für Recht an der Universität Teheran.
Vom 19. Januar 1952 bis zum 6. Februar 1953 war er iranischer Bildungsminister im Kabinett von Premierminister Mohammed Mossadegh. Ab 1967 war Sandschabi Generalsekretär der Nationalen Front, was er bis 1988 blieb. Nach der gewaltsamen islamischen Revolution gegen die Monarchie 1979 war Sandschabi kurzzeitig Außenminister unter Mehdi Bazargan, und zwar genauer gesagt vom 11. Februar bis zum 1. April dieses Jahres.
1982 musste Sandschabi das Land verlassen, da er die neu entstandene islamistische Diktatur unter Ruhollah Chomeini kritisierte. Sandschabi war verheiratet mit Fachrolmoluk Ardalan Sandschabi (7. September 1921 – 21. Februar 2011) und hatte vier Kinder – drei Söhne und eine Tochter.